# BMW R 65 GS
La R 65 GS est un modèle de motocyclette du constructeur bavarois BMW.

## Standard
La R65 standard apparaît en 1978, à la suite de la R60/7.
Une version équipée du système Monolever (monoamortisseur et monobras oscillant) sort en 1985.

## GS
La R 65 GS prend le relais de la R80 G/S qui fut le trail de la gamme jusqu'en 1987.
Elle fut produite entre 1987 et 1992 à 1727 exemplaires. Elle reprend le petit 649,6 cm3 qui équipait la gamme R65, mais dégonflé à 27 chevaux à 5 500 tr/min. 
Mis à part le moteur, et à quelques détails près, ce modèle est la copie conforme de la R 80 G/S. Elle ne connut pas un grand succès, les acheteurs potentiels préférant se tourner vers des modèles plus puissants étant donné le petit écart de prix (9 450 DM contre 10 950 DM en 1988).
En France, les R 65 GS ont entre autres, équipé le centre de formation des motards de la Gendarmerie nationale,  dans une version gonflée à 48 ch à 7 250 tr/min. Cette version était équipée d'une selle basse, d'un réservoir de R100 GS avec un kit d'adaptation.
Elle fut également utilisée par l'armée danoise.
Elle reste presque identique à la R 80 G/S si ce n'est la cylindrée qui descend à 649,6 cm3, la boite est identique mais le rapport de pont modifié. De 50 ch à 5 000 tr/min. la puissance chute à 27 ch mais avec un couple de 43 N m disponible dès 3 500 tr/min. Cette forte baisse de puissance est destinée à répondre aux impératifs allemands de l'époque (assurance pour les jeunes permis moins chère).

## LS
La R65LS est produite à 6 989 exemplaires entre 1981 et 1985.

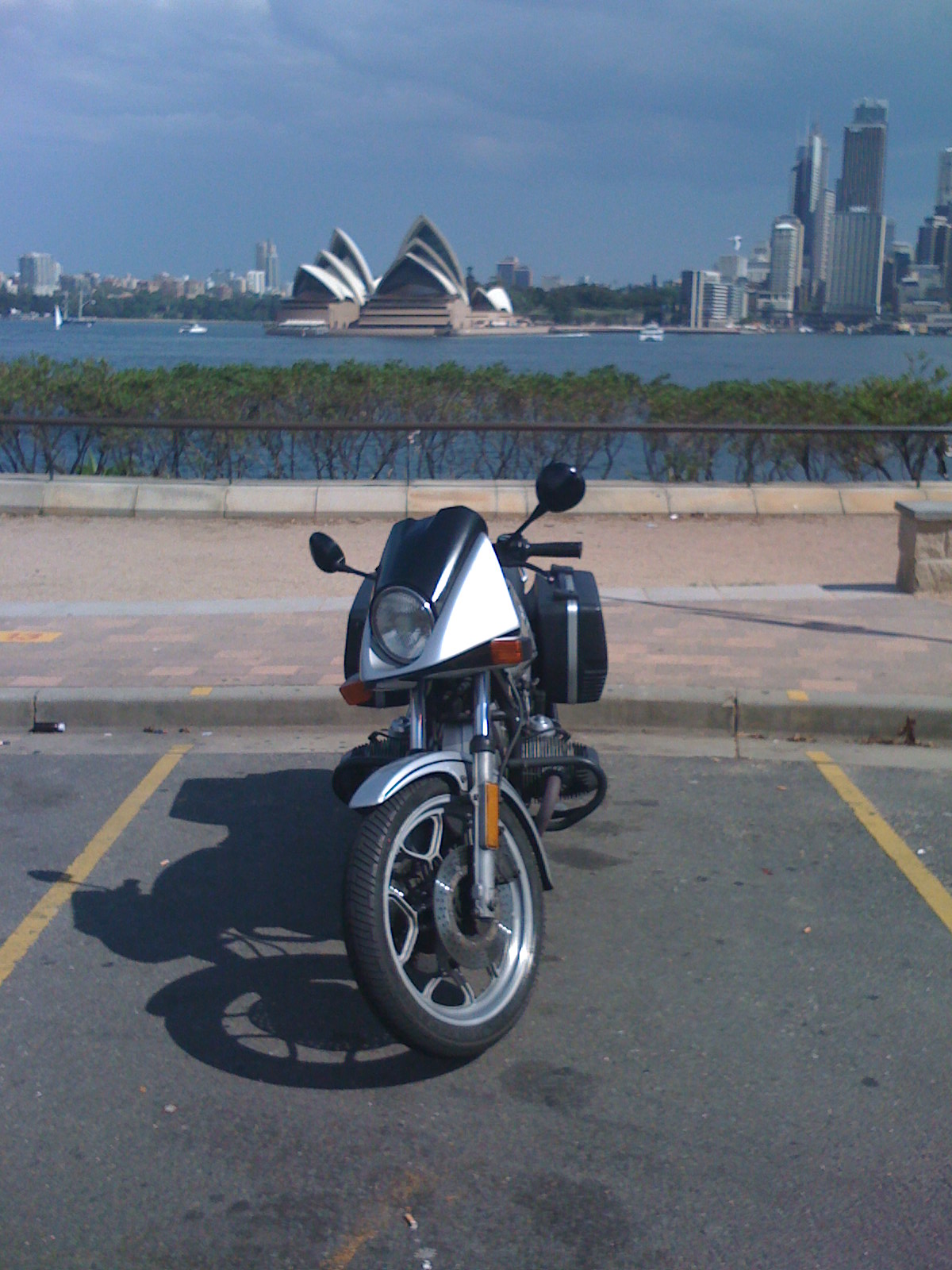
La R65 LS

La puissance est augmentée de 5 chevaux pour le même régime.
Elle gagne un carénage tête de fourche.